# Gare de Champagne-sur-Seine
Gare de Champagne-sur-Seine vasútállomás Franciaországban, Champagne-sur-Seine településen.

## Vasútvonalak
Az állomást az alábbi vasútvonalak érintik:
- Corbeil-Essonnes-Montereau-vasútvonal

## Kapcsolódó állomások
A vasútállomáshoz az alábbi állomások vannak a legközelebb:
- Gare de Vulaines-sur-Seine - Samoreau (Gare de Melun, Line R)
- Gare de Vernou-sur-Seine (Gare de Montereau, Line R)